# Naufragio del Argos Georgia
El buque pesquero B/P Argos Georgia era un palangrero con puerto de registro y bandera en la isla de Santa Elena. El 22 de julio de 2024, la embarcación se hundió a unas 190 millas náuticas al este de Stanley, en las Islas Falkland (Malvinas), lo que resultó en la pérdida de 13 tripulantes, mientras que otros 14 lograron sobrevivir.

## Detalles del barco
Construido en 2018 por el astillero Tersan en Yalova, Turquía, el Argos Georgia tenía una eslora de 53,85 metros, una manga de 13 metros y un calado de 5,5 metros. Su arqueo bruto era de 2.004 toneladas y contaba con un motor principal Yanmar 6EY26W con una potencia de 1.920 kW. El buque pertenecía y era operado por la empresa anglo-noruega Argos Froyanes Ltd, y se dedicaba principalmente a la pesca de bacalao de profundidad (róbalo o merluza negra) en aguas del Océano Austral o Antártico, bajo las regulaciones del programa de la CCRVMA (Comisión para la Conservación de los Recursos Vivos Marinos Antárticos).

## Hundimiento
El 22 de julio de 2024, mientras navegaba desde Stanley, en las Islas Malvinas, hacia las zonas de pesca cercanas a Georgia del Sur, el Argos Georgia enfrentó condiciones meteorológicas extremas, con olas que alcanzaban los 10 metros de altura y vientos que superaban los 50 nudos. En ese contexto, una compuerta ubicada en el costado de estribor presentó una falla, descendiendo gradualmente hasta quedar completamente abierta, lo que permitió la entrada de una gran cantidad de agua al interior. La tripulación no logró cerrar la compuerta exterior del casco, y la presencia de puertas internas abiertas favoreció una inundación descontrolada, lo que condujo finalmente al hundimiento del barco.

## Esfuerzos de rescate y víctimas
Las autoridades de las Islas Falkland (Malvinas) pusieron en marcha de inmediato una operación de búsqueda y rescate, en colaboración con el Reino Unido y otros socios internacionales.
La Autoridad Marítima de las Islas Falkland (Malvinas), el Gobierno de las Islas Georgias del Sur y Sandwich del Sur, las Fuerzas Británicas del Atlántico Sur, la Agencia Marítima y de Guardacostas del Reino Unido, los propietarios del buque y los barcos pesqueros cercanos trabajaron juntos en la respuesta.
Al momento del naufragio, a bordo del buque se encontraban 27 tripulantes. Catorce de ellos fueron rescatados con vida y trasladados al Hospital Memorial Rey Eduardo VII en Stanley, Islas Falkland (Malvinas). Nueve fueron hallados sin vida, mientras que otros cuatro permanecieron desaparecidos en el mar.
La búsqueda inicial de los sobrevivientes fue realizada por aviones A-400 y helicópteros de búsqueda y rescate de las Fuerzas Británicas en las Islas del Atlántico Sur (BFSAI). Los rescates fueron llevados a cabo por el patrullero británico Lilibet y por embarcaciones pesqueras que se encontraban en las cercanías, entre ellas el Robin M Lee (Reino Unido) y el Puerto Toro (Chile).

## La tripulación
La tripulación estaba compuesta por personas de diversas nacionalidades: 10 ciudadanos españoles, ocho rusos, cinco indonesios, dos peruanos y dos uruguayos. Las edades de los tripulantes oscilaban entre los 30 y los 58 años.

## Recomendaciones de investigación y seguridad
La División de Investigación de Accidentes Marítimos del Reino Unido (MAIB, por sus siglas en inglés) llevó a cabo una investigación sobre el naufragio. Los hallazgos preliminares identificaron varios problemas relacionados con la seguridad:
El mecanismo diseñado para mantener cerrada la compuerta del casco falló, lo que permitió que esta se abriera durante el mal tiempo.
La presencia de puertas internas abiertas facilitó la propagación del agua hacia compartimentos adyacentes, acelerando la inundación.
Una vez abierta la compuerta exterior, la tripulación no logró volver a cerrarla, lo que imposibilitó contener el ingreso de agua.
Como resultado de la investigación, la MAIB emitió un boletín de seguridad en el que instó a los propietarios, operadores y capitanes de buques pesqueros que cuenten con compuertas laterales a evaluar con urgencia el riesgo de ingreso de agua por estas aberturas. Asimismo, recomendó implementar medidas adecuadas para reducir dichos riesgos y prevenir incidentes similares.

## Conmemoración
Después del naufragio, el 2 de agosto de 2024, la tripulación del buque Argos Helena llevó a cabo una ceremonia conmemorativa en el sitio del hundimiento para rendir homenaje a las vidas perdidas durante el incidente.
El 4 de agosto de 2024, la comunidad de las Islas Falkland (Malvinas)  se reunió en el Salón de la Fuerza de Defensa de las Islas Falkland (Malvinas), en Stanley, para participar en una ceremonia conmemorativa. Durante el acto, el gobernador interino Adam Pile rindió homenaje a los nueve tripulantes confirmados como fallecidos y a los cuatro que permanecían desaparecidos.
En Santa Elena, se celebró un servicio conmemorativo público el 19 de septiembre de 2024 en la iglesia de St James en Jamestown para honrar a la tripulación del Argos Georgia y agradecer a los involucrados en la misión de rescate.